# Combita (ort i Colombia)
Combita är en ort i Colombia.   Den ligger i departementet Boyacá, i den centrala delen av landet, 140 km nordost om huvudstaden Bogotá. Combita ligger 2 745 meter över havet och antalet invånare är 1 034.
Terrängen runt Combita är kuperad. Runt Combita är det ganska tätbefolkat, med 80 invånare per kvadratkilometer. Närmaste större samhälle är Tunja, 12,3 km sydväst om Combita. Trakten runt Combita består i huvudsak av gräsmarker.